# Никулин, Владимир Яковлевич
Владимир Яковлевич Никулин (15 июня 1898 — 9 октября 1978) — советский военачальник, участник Гражданской войны, Великой Отечественной войны, генерал-майор танковых войск (1944).

## Биография
Владимир Никулин родился 15 июня 1898 года в селе Штевец Щигровского уезда Курской губернии (ныне деревня Нижний Штевец Золотухинский район, Курская область) в семье служащих. Русский.
Окончил реальное училище (1915), Московский институт инженеров путей сообщения (3 курса в 1918).
Член ВКП(б) с 1942 года.
Образование. Окончил Одесское артиллерийское училище (1917), Артиллерийские курсы усовершенствования командного состава РККА (1928), командирское отделение Военная академия механизации и моторизации РККА (ВАММ РККА) имени И. В. Сталина (заочно, июль 1941).

### Служба в армии
В РИА с 1917 - 1918 годы. В РККА, добровольно со 2 января 1919 года.
Со 2 января 1919 года командир взвода 9-го тяжёлого артиллерийского дивизиона 9-й стрелковой дивизии. 
С 22 апреля 1919 года командир батареи отдельного тяжёлого дивизиона 13-й армии. 
С 20 июля 1919 года командир батареи 42-го тяжёлого артиллерийского дивизиона 42-й стрелковой дивизии. 
Со 2 апреля 1921 года командир батареи 3-го тяжёлого артиллерийского дивизиона 3-й стрелковой дивизии. 
С 12 июля 1921 года помощник командира учебного батальона 3-й стрелковой дивизии. 
С 20 августа 1921 года помощник командира 3-го сводного тяжёлого гаубичного артиллерийского дивизиона 3-й стрелковой дивизии.
С 22 июня 1922 года помощник начальника артиллерии 7-го стрелкового корпуса. 
С 10 января 1923 года помощник командира артиллерии, с 24 января командир артиллерии 7-го тяжёлого артиллерийского дивизиона. 
С 1 мая 1925 года начальник штаба 45-го артиллерийского полка 45-й стрелковой дивизии. 
С 8 ноября 1926 года по 18 апреля 1927 года временно и.д. командира 45-го артиллерийского полка 45-й стрелковой дивизии.
С 22 октября 1927 по 1 августа 1928 года слушатель Артиллерийские курсы усовершенствования командного состава РККА (Детское Село).
С 1 августа 1928 года начальник штаба 45-го артиллерийского полка 45-й стрелковой дивизии. 
С 1 октября 1929 года командир 118-го артиллерийского полка. 
С 1 марта 1931 года командир 55-го артиллерийского полка и одновременно начальник артиллерии 55-й стрелковой дивизии.
С 13 октября 1932 года начальник курса Военной академии механизации и моторизации РККА им. И. В. Сталина. 
С 1 февраля 1932 года старший преподаватель кафедры артиллерии Военной академии механизации и моторизации РККА им. И. В. Сталина.

### В Великую Отечественную войну
Начало Великой Отечественной войны встретил в прежней должности.
С 18 июня 1942 года заместитель начальника кафедры артиллерии Военной академии механизации и моторизации РККА им. И. В. Сталина. 
С 8 декабря 1943 года начальник кафедры стрельбы из танков и самоходных установок ВА БТ и МВ.
В январе 1945 года Никулин прибыл в 3-ю гвардейскую танковую армию на стажировку, после гибели в бою генерал-майора артиллерии Н. А. Оганесяна принял его должность - командующего артиллерией 3-й гвардейской танковой армии. За отличное руководство артиллерией в операции по захвату промышленного Силезского района, за Одерскую операцию, действия по охвату города Бреслау награждён полководческим орденом Кутузова 2-й степени.
В апреле 1945 года вернулся в ВА БТ и МВ на прежнюю должность начальника кафедры стрельбы из танков и самоходных установок.

### После войны
Приказом МВС № 0676 от 17.06.1947 года утверждён в должности начальника кафедры стрельбы из танков и самоходных установок.
Приказом МО СССР № 06119 от 06.12.1954 года уволен в отставку по ст. 60 б (по болезни).
Проживал в Москве. Продолжал заниматься научно педагогической работой. Подготовил и опубликовал работы и учебники:Основы стрельбы из танка.
Умер 9 октября 1978 года. Похоронен в Москве на Новодевичье кладбище.

## Награды
- Орден Ленина (21.02.1945)[5][6][7];
- Орден Красного Знамени, дважды: (03.11.1944)[8][9], (20.06.1949))[10][11];
- Орден Кутузова II степени (06.04.1945)[8];
- Орден Красной Звезды (24.06.1943)[12];
- Медаль «За победу над Германией в Великой Отечественной войне 1941—1945 гг.» (9.06.1945)[11];
- Юбилейная медаль «XX лет Рабоче-Крестьянской Красной Армии» (1938);
- Юбилейная медаль «30 лет Советской Армии и Флота»;
- Юбилейная медаль «40 лет Вооружённых Сил СССР»;
- Юбилейная медаль «50 лет Вооружённых Сил СССР».
- Юбилейная медаль «60 лет Вооружённых Сил СССР»

## Воинские звания
- полковник (Приказ НКО № 2509 от 1935),
- генерал-майор танковых войск (Постановление СНК СССР № 274 от 11.03.1944)[13]

## Память
- Имя воина увековечено в Главном Храме Вооружённых сил России и на мемориале «Дорога памяти»[13][14].